# Gianni Martucci
Gianni Martucci, noto anche con lo pseudonimo di John Martucci (Ancona, 22 maggio 1942), è un regista e sceneggiatore italiano.

## Biografia
Attivo nel cinema italiano fra gli anni settanta e gli anni ottanta, in alcune produzioni di genere prettamente thriller, horror, commedia erotica all'italiana e poliziotteschi.

## Filmografia

### Regista
- La collegiale (1975)
- La dottoressa sotto il lenzuolo (1976)
- Milano... difendersi o morire (1978)
- Trhauma (1980)
- I frati rossi (1988)

### Sceneggiatore
- Ragazza tutta nuda assassinata nel parco, regia di Alfonso Brescia (1972)
- Il fiore dai petali d'acciaio, regia di Gianfranco Piccioli (1973)
- Il giudice e la minorenne, regia di Franco Nucci (1974)
- Pover'ammore, regia di Vincenzo Salviani e Fernando Di Leo (1982)